# Église Saint-Germain-l'Auxerrois de Glomel
L'église Saint-Germain-l'Auxerrois est un édifice situé à Glomel, en France.

## Localisation
L'église est située sur le territoire de la commune de Glomel, dans le département des Côtes-d'Armor en région Bretagne.

## Description
Église paroissiale Saint-Germain-l'Auxerrois, fondée au XVIe siècle et remaniée par la suite ; la tour, le transept et le chœur datent du XVIe siècle, le chœur a été restauré au début du XIXe siècle ; la nef a été reconstruite en 1883 ; le porche, de style gothique, est d'origine ; son mobilier est constitué notamment d'un lutrin en forme d'aigle qui date de la seconde moitié du XIXe siècle et d'une Vierge à l'Enfant, un groupe statuaire datant du XIVe siècle. 

## Historique
L'église est inscrite au titre des monuments historiques par arrêté du 19 septembre 2018.

## Galerie

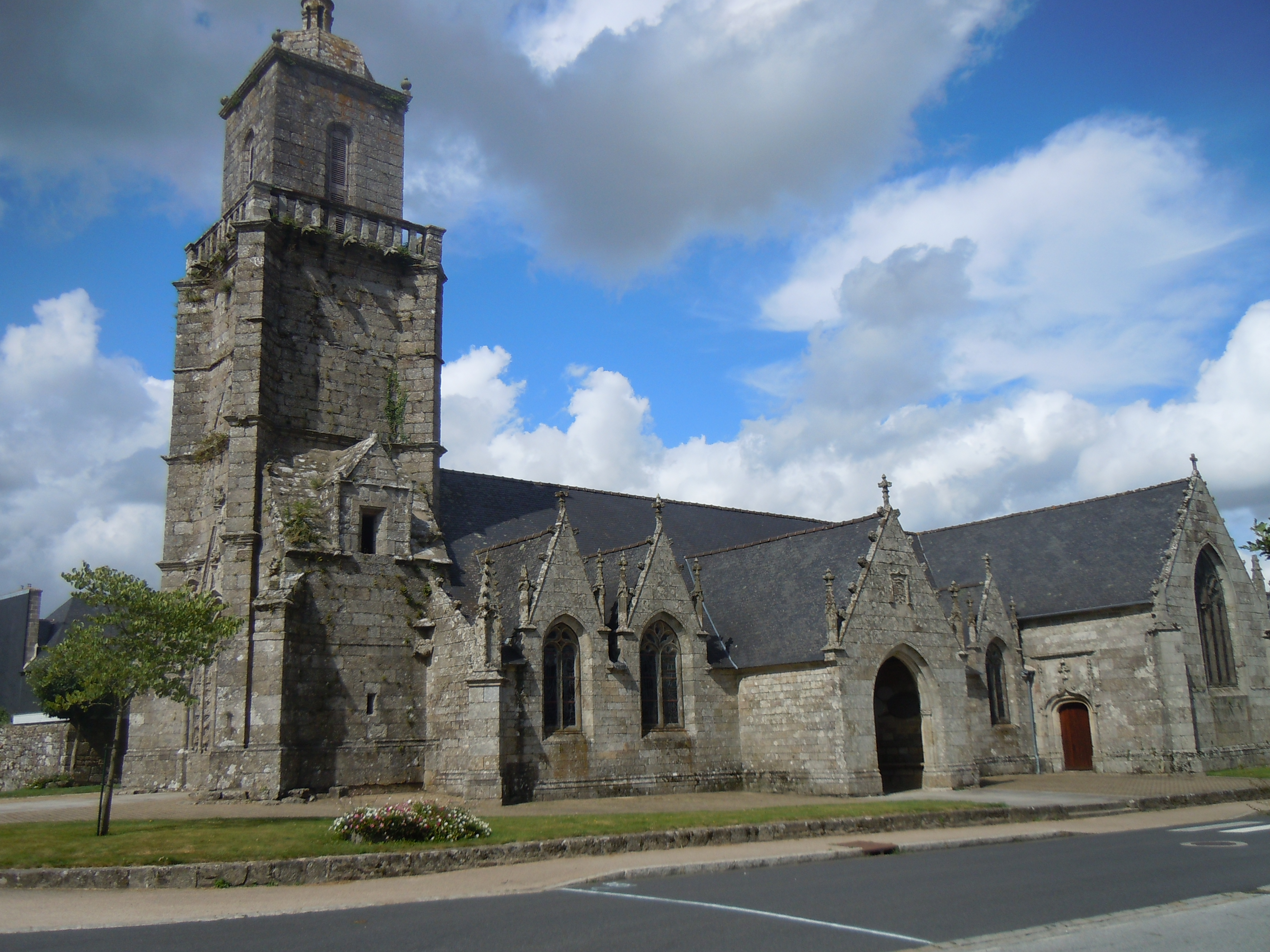
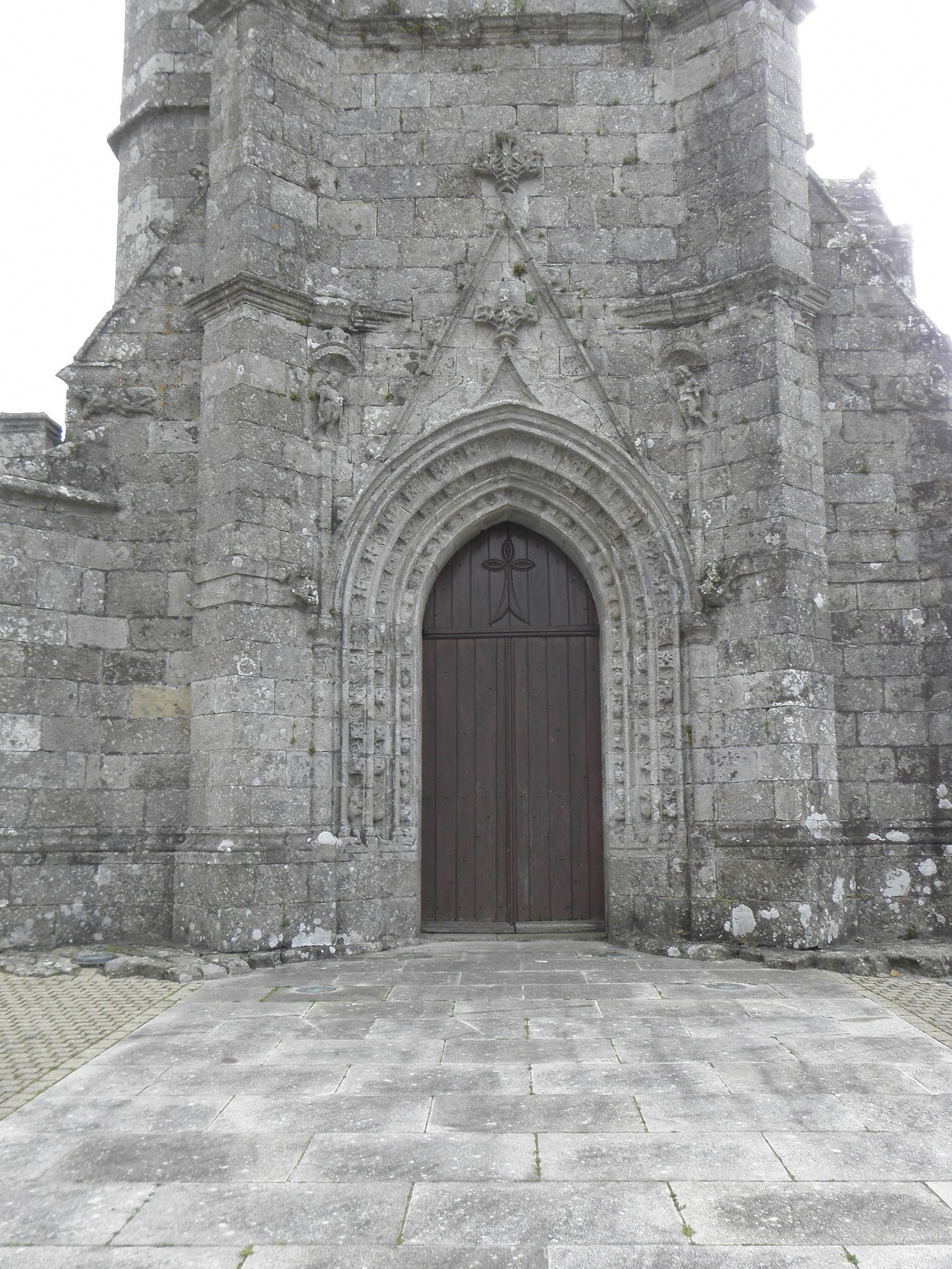
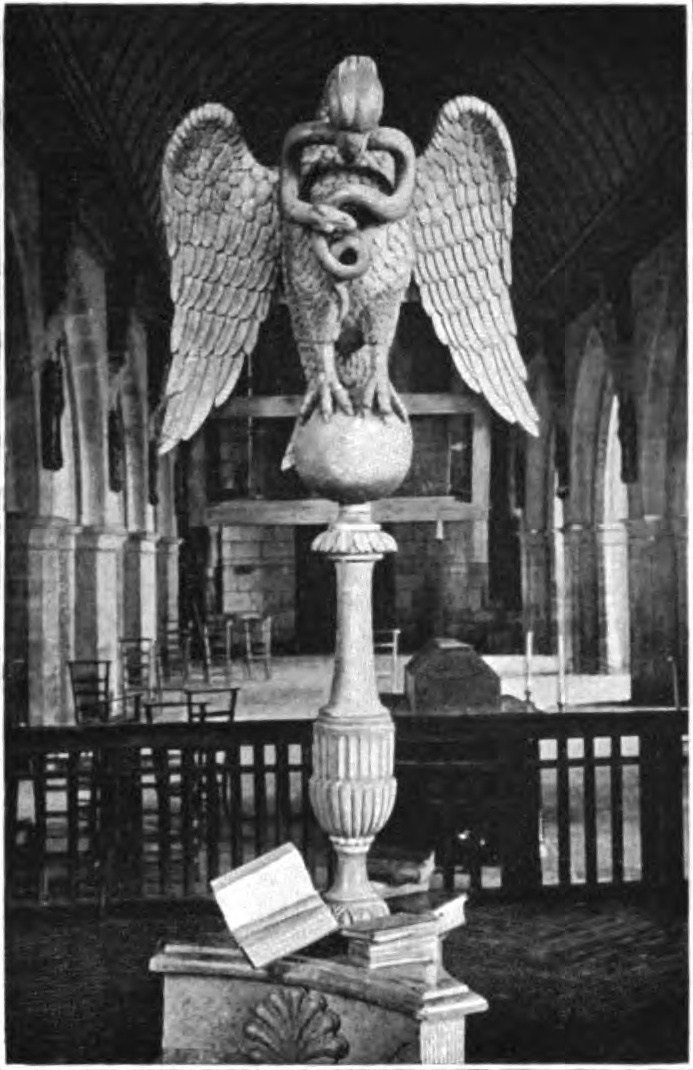
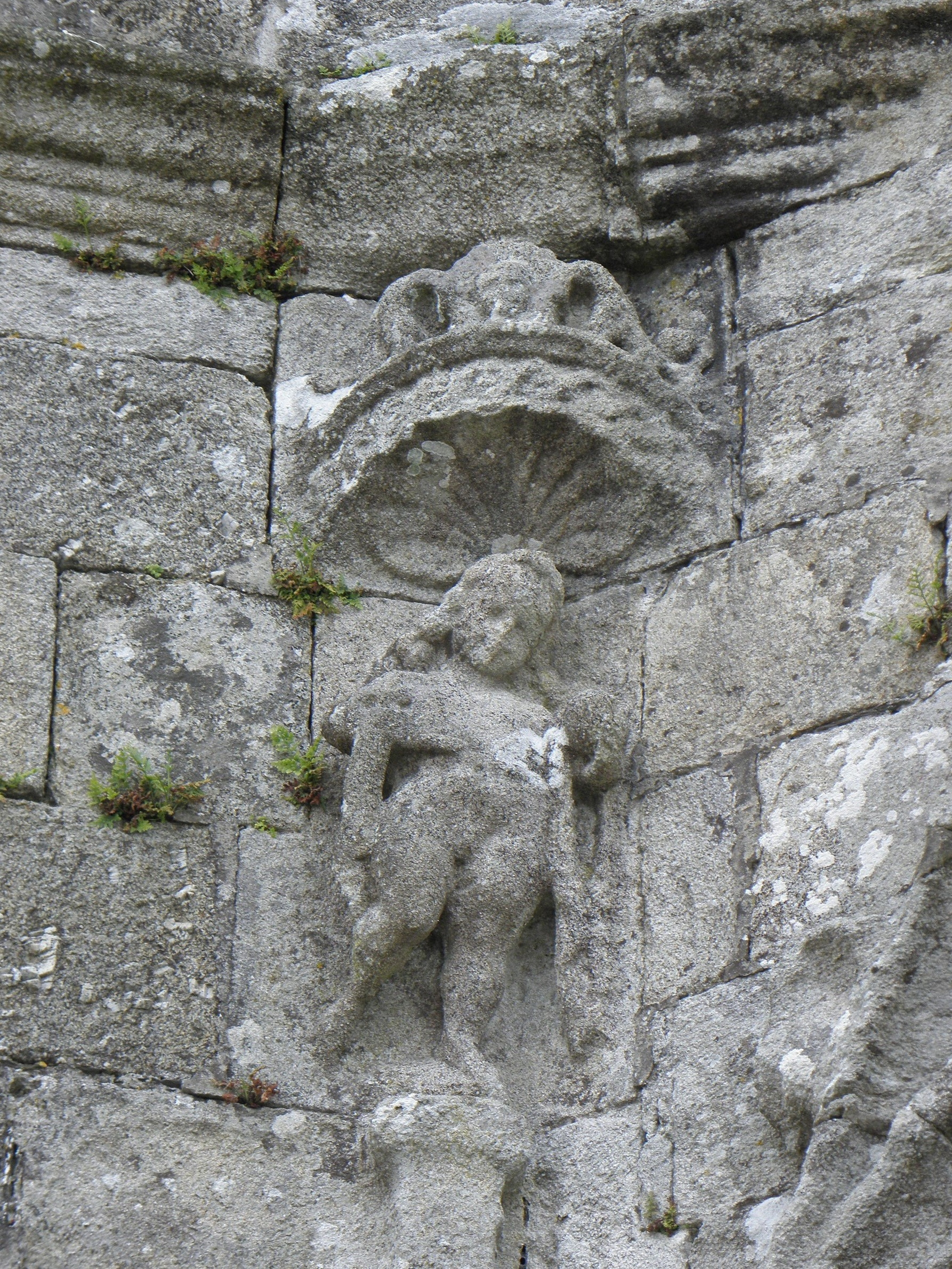
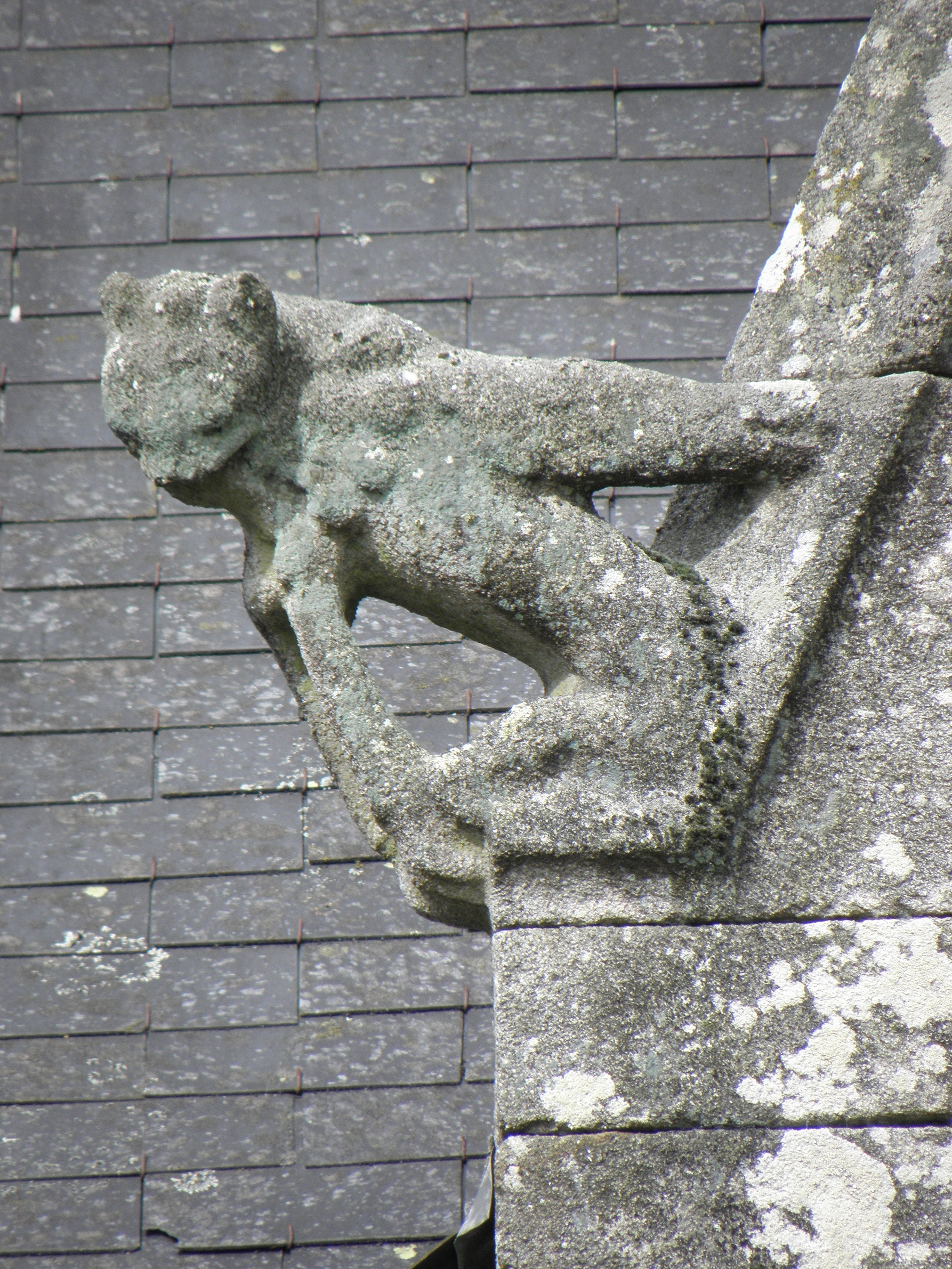
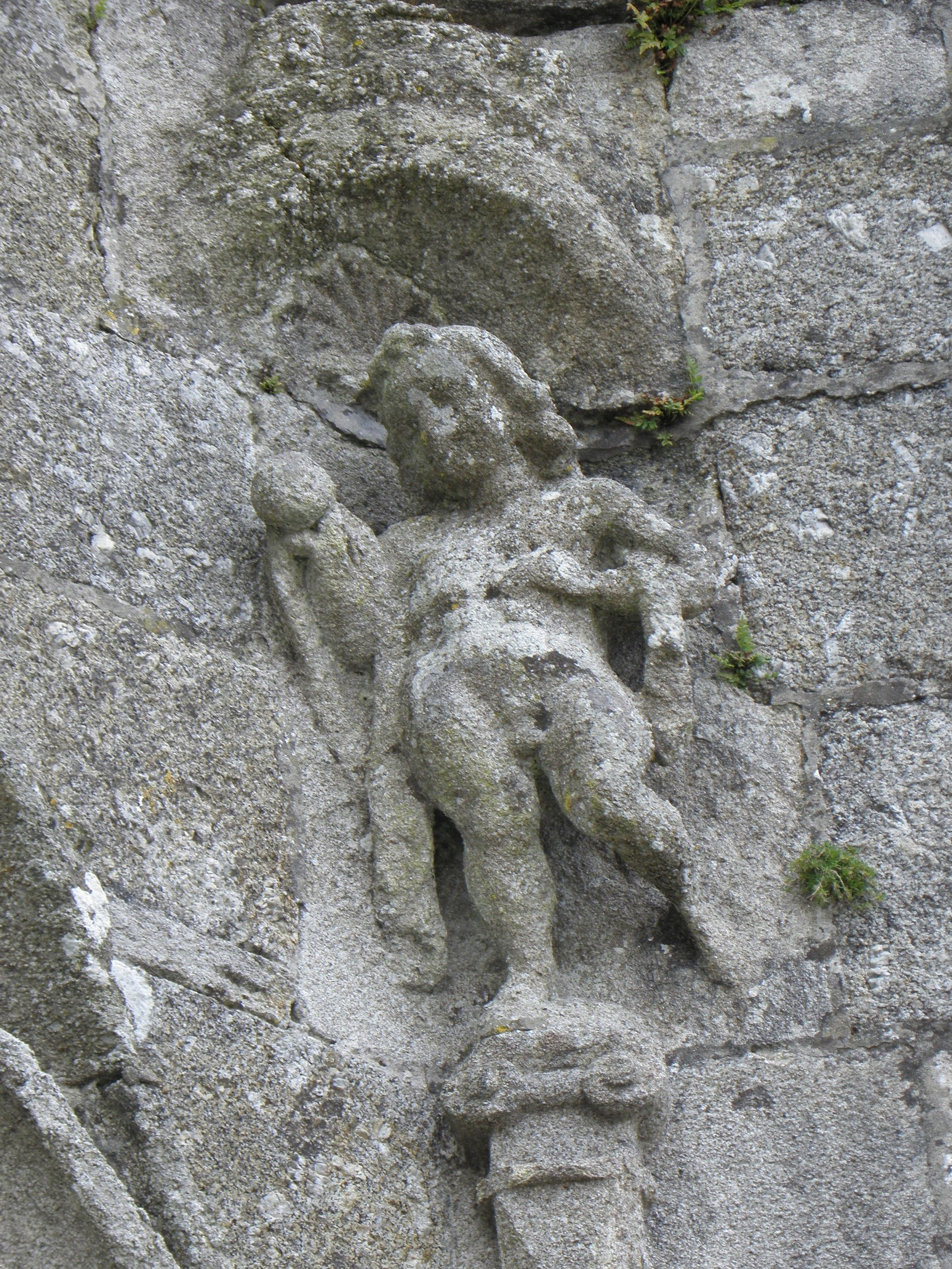